# Ядгарово
Ядгарово (баш. Йәҙгәр) — деревня в Кугарчинском районе Башкортостана, входит в состав Волостновского сельсовета.

## Географическое положение
Расстояние до:
- районного центра (Мраково): 32 км,
- ближайшей ж/д станции (Мелеуз): 38 км.

## Население
| 2002 | 2009 | 2010 |
| ---- | ---- | ---- |
| 18   | ↘8   | ↘3   |

### Национальный состав
Согласно переписи 2002 года, преобладающие национальности — башкиры (33 %), украинцы (28 %).

## Известные уроженцы
- Ежов, Николай Герасимович (1922—1945) — советский военнослужащий, сержант, Герой Советского Союза[5][6][7].